# Ebenezer Church (Matfield)
De Ebenezer Church  is een monumentaal kerkgebouw aan de Maidstone Road in het dorpje Matfield in het Engelse Kent. De kerk is in gebruik bij de Strict Baptists, een klein kerkverband in Engeland. De kerk is gebouwd in 1937, tegelijkertijd met de naastgelegen pastorie. De kerk is gebouwd in klassieke stijl met vijf steunberen aan weerszijden en een hoog zadeldak. 
De Strict Baptist gemeente in Matfield is gesticht in 1795. In 1811 werd een kapel gebouwd in het dorp. Vanwege de slechte staat is deze kapel in 1937 vervangen door een nieuwe kerk, een van de grotere kerkgebouwen van de Strict Baptists
Sinds de 19e eeuw is de liturgie in de kerkdiensten niet gewijzigd. De diensten duren circa 1,5 uur, door de vrouwelijke bezoekers wordt het hoofd bedekt. Er wordt gebruikgemaakt van de King James Version. Diensten worden gehouden op zondagen op 10.30 en 14.30 en op dinsdagen op 19.00. De gemeente wordt bediend door rev. Joseph E. Rutt. 